# Michael Tumi
Michael Tumi (* 12. Februar 1990 in Padua) ist ein ehemaliger italienischer Sprinter, der sich auf den 100-Meter-Lauf spezialisiert hat.

## Sportliche Laufbahn
Erste internationale Erfahrungen sammelte Michael Tumi im Jahr 2007, als er bei den Jugendweltmeisterschaften in Ostrava mit 11,05 s im Viertelfinale über 100 Meter ausschied und mit der italienischen Sprintstaffel (1000 Meter) mit 1:55,73 min den Finaleinzug verpasste. 2009 belegte er mit der 4-mal-100-Meter-Staffel bei den Junioreneuropameisterschaften in Novi Sad in 40,00 s den vierten Platz und 2011 schied er bei den Halleneuropameisterschaften in Paris mit 6,71 s im Halbfinale im 60-Meter-Lauf aus. Im Juli gewann er bei den U23-Europameisterschaften in Ostrava in 10,47 s die Silbermedaille über 100 Meter hinter dem Briten James Alaka und siegte in 39,05 s im Staffelbewerb. Anschließend gelangte er mit der Staffel bei den Weltmeisterschaften in Daegu mit 38,96 s im Finale auf den fünften Platz. 2013 gewann er bei den Halleneuropameisterschaften in Göteborg in 6,52 s die Bronzemedaille über 60 Meter hinter dem Franzosen Jimmy Vicaut und James Dasaolu aus dem Vereinigten Königreich. Im Juni gewann er bei den Mittelmeerspielen in Mersin in 10,25 s die Bronzemedaille über 100 Meter hinter dem Franzosen Emmanuel Biron und Ramil Guliyev aus der Türkei und siegte in 39,06 s im Staffelbewerb. Anschließend schied er mit der Staffel bei den Weltmeisterschaften in Moskau mit 38,49 s im Vorlauf aus. 2015 belegte er bei den Halleneuropameisterschaften in Prag in 6,61 s den vierten Platz über 60 Meter und 2017 schied er bei den Halleneuropameisterschaften in Belgrad mit 6,72 s im Halbfinale über 60 Meter aus. 2019 beendete er dann seine aktive sportliche Karriere im Alter von 29 Jahren.
2012 wurde Tumi italienischer Meister in der 4-mal-100-Meter-Staffel und in den Jahren von 2011 bis 2013 sowie 2016 und 2018 wurde er Hallenmeister über 60 Meter.

## Persönliche Bestzeiten
- 100 Meter: 10,19 s (+0,1 m/s), 19. Mai 2013 in Gavardo
- 60 Meter (Halle): 6,51 s, 17. Februar 2013 in Ancona
- 200 Meter: 21,25 s (+0,3 m/s), 5. Mai 2013 in Rovereto